# Верньо, Пьер Виктюрниен
Пьер Виктюрние́н Верньо́ (фр. Pierre Victurnien Vergniaud; 31 мая 1753, Лимож — 31 октября 1793, Париж) — французский политический деятель, революционер и выдающийся оратор; глава партии жирондистов. Потерпел поражение в борьбе с монтаньярами и был гильотинирован.

## Биография
Пьер Верньо родился в Лиможе 31 мая 1753 года в семье учителя фехтования. С 1781 года был адвокатом в Бордо. В 1791 году избран от департамента Жиронды депутатом в Законодательное собрание, где вскоре сделался одним из предводителей партии, состоявшей большей частью из его земляков и потому получившей название жирондистов.
Верньо был прекрасным оратором; его первый ораторский триумф доставила ему речь против эмигрантов, состоявшаяся 28 октября 1791 года.

В июне 1792 года, когда министры, пользовавшиеся доверием левой партии, получили отставку, Верньо явился одним из главных противников двора и министерства, участвовал в депутации, посланной во дворец 20 июня, и произнёс вслед за тем знаменитую обвинительную речь против короля Франции. В одной из речей того периода он прямо намекал на предстоящую угрозу королевской чете:
«Пусть знают, что закон достигнет там, во дворце, всех без различия виновных и что не будет ни одной головы, признанной преступной, которая могла бы ускользнуть от его меча».
Восстание 10 августа, которое вывело на политическую арену широкие народные массы, добившиеся заключения королевской четы в крепость Тампль, испугало партию жирондистов, включая и самого Верньо. Король тщетно искал защиты у Законодательного собрания: несмотря на то, что Верньо занимал там президентское кресло, на первый план выдвинулись ещё более крайние депутаты; обладавшая реальной политической силой Революционная коммуна с якобинцами во главе предложила отменить имущественный ценз для выборов в Национальный конвент, в связи с этим началась аграрная реформа. Поскольку жирондисты выражали интересы крупной провинциальной буржуазии, постольку они пытались воспрепятствовать продолжению и углублению революции, которое могло угрожать их состоянию. От напыщенных обличительных речей в адрес короля на публике Верньо перешёл к противоположной позиции: он не только предложил временно приостановить отправление королевской власти вместо полного её низвержения, но и совместно с Гаде и Жансонне тайно направил королю письмо с советами о том, какие меры принять для спасения.
Во время сентябрьских убийств жизнь Верньо находилась в опасности. Избранный в Национальный конвент, он поддерживал в процессе против Людовика XVI предложение передать смертный приговор над королём на утверждение народа; но ему не удалось этим путём спасти короля. После казни короля Верньо всей силой своего пламенного красноречия боролся против партии горы, управляемой Робеспьером, и навлёк на себя подозрение в федерализме и во вражде к Республике.
Когда 2 июня 1793 года конвент постановил заключить под стражу 22 жирондистских депутата, Верньо нашёл убежище у одного авиньонского гражданина, жившего в Париже. Через два дня он отправился повидать своих молодых друзей, Дюко и Фонфреда, которые находились ещё на свободе, и был арестован. Суд над жирондистами окончился их осуждением. 31 октября Верньо вместе с 20 своими товарищами был гильотинирован.

## Изречения
- «Революция, как бог Сатурн, пожирает своих детей». Иногда эту же фразу приписывают Дантону или Демулену[4]. Впервые о фразе Верньо  сообщил Карньер де Мойле в книге «История Революции во Франции», изданной в 1797 году, где она приводится в следующем виде:Alors, citoyens, il est à craindre que la révolution, comme Saturne, ne dévore successivement tous ses enfants et n’engendre enfin le despotisme avec les calamités qui l’accompagnen.[5]Однако, еще раньше очень похожая фраза «Революция, как Сатурн, пожрала своих самых нежных детей» фигурирует в книге Иоахима Вийата[фр.], написанной им в тюремном заключении[6].
- Ему же приписывается фраза: «Великие люди кажутся великими лишь потому, что мы стоим на коленях».
- Выступая с речью 3 июля 1792 года, он провозгласил: «Отечество в опасности».